# Mahmud Abás
Mahmud Ridha Abás (en árabe: محمود رضا عباس‎; Safed, 15 de noviembre de 1935), también conocido por la kunya Abu Mazen (árabe: أَبُو مَازِن), es un político palestino que ejerce como actual y primer presidente del Estado de Palestina desde el 2 de junio de 2014, y tercer presidente de la Autoridad Nacional Palestina desde 2005. Ha sido presidente de la Organización para la Liberación de Palestina desde el 11 de noviembre de 2004. Abás es miembro del partido palestino Fatah, del cual fue elegido presidente en 2009. 
El cargo de Abás como presidente de la Autoridad Nacional Palestina debía durar hasta el 15 de enero de 2009, pero lo extendió hasta 2010 ateniéndose a la Constitución de la OLP, y el 16 de diciembre de 2009 fue elegido presidente vitalicio por el Consejo Central de la OLP. Por este motivo, el principal rival político de Fatah, el partido islamista Hamás, anunció inicialmente que no reconocería la extensión de su mandato y que no consideraría a Abás como su legítimo presidente. Sin embargo, Abás ha obtenido el reconocimiento internacional y Hamás, tras numerosas negociaciones en los años siguientes, alcanzó un acuerdo en abril de 2014 para un gobierno de unidad que duró hasta octubre de 2016, lo que supuso el reconocimiento de Abás como presidente por parte de Hamás. Abás también fue elegido presidente del Estado de Palestina por el Consejo Central de la Organización para la Liberación de Palestina el 23 de noviembre de 2008, si bien había ostentado este cargo de manera extraoficial desde el 8 de mayo de 2005.
Abás fue la primera persona en ocupar el cargo de primer ministro de la Autoridad Nacional Palestina desde marzo hasta septiembre de 2003. Antes de ser nombrado primer ministro, Abás había sido el jefe del Departamento de Negociaciones de la OLP. Desde el inicio de su mandato, Abás ha defendido la legitimidad de la lucha por la liberación nacional del pueblo palestino, pero ha condenado la violencia y ha pedido a sus conciudadanos que recurran a actos de resistencia activa y pasiva. De hecho, su periodo en el poder se ha caracterizado por la solidez de la colaboración entre las fuerzas de seguridad palestinas e israelíes, que ha catalogado de «sagrada». Sin embargo, cada vez más voces palestinas protestan por esta colaboración, que le ha valido frecuentes acusaciones de colaborador y traidor. Del lado israelí, en cambio, le hacen responsable de los ataques perpetrados por palestinos y le acusan de incitar a la violencia, por ejemplo, mediante el salario que la Autoridad Nacional Palestina paga a todo palestino preso en cárceles israelíes. Durante su mandato, criticado especialmente por la facción política Hamás, ha tenido que hacer frente a la difícil situación territorial (con las dos regiones palestinas, Cisjordania y la Franja de Gaza, completamente aisladas la una de la otra), al conflicto con Israel (que mantiene ocupados los territorios palestinos desde 1967) y al conflicto político entre Hamás y Fatah. 
Las últimas elecciones palestinas fueron en 2006 y, desde entonces, Mahmud Abás se ha comprometido varias veces a llamar a elecciones, pero nunca lo ha hecho. Dado que su mandato ya ha expirado oficialmente y que la Constitución de Palestina establece que, si no se convocan elecciones antes de que finalice el mandato de un presidente del Estado de Palestina, su cargo pasará a ejercerlo el presidente del Consejo Legislativo Palestino, hay una corriente de opinión en Palestina que considera a Aziz Dweik como el legítimo presidente del Estado palestino.

## Biografía

### Juventud y educación
Mahmud Abás nació el 15 de noviembre de 1935 en la ciudad de Safed, en la región de la Galilea de lo que en aquel entonces era el Mandato Británico de Palestina (en la actual Israel). Su familia huyó a Siria durante la Nakba, la expulsión o huida de más de 700 000 palestinos de sus tierras ancestrales a consecuencia del avance de las tropas israelíes antes y durante la guerra árabe-israelí de 1948. Allí Mahmud fue a la escuela y se graduó en Derecho por la Universidad de Damasco en 1958, tras lo que emigró a Egipto, donde siguió estudiando Derecho.
Años después comenzó a estudiar en la Universidad Patrice Lumumba de Moscú, donde en 1982 obtuvo un doctorado. Su tesis doctoral se tituló “El otro lado: la relación secreta entre el nazismo y el sionismo”, en la que desarrollaba una teoría de la conspiración sobre el Holocausto. En julio de 1995 volvió a Palestina tras 47 años en el exilio.
Está casado con Amina Abás y tienen tres hijos. El mayor de ellos, Mazen Abás, era director de una empresa de la construcción en Doha, hasta que murió de un infarto a la edad de 42 años. De hecho, la kunya Abu Mazen significa «padre de Mazen». Su segundo hijo, llamado Yasir Abás, es un empresario que fue nombrado así en homenaje al líder palestino Yasir Arafat. Su hijo menor, Tarek, es ejecutivo de una empresa. Abás tiene ocho nietos, seis de los cuales forman parte de la iniciativa Seeds of Peace, que trata de poner en contacto a jóvenes palestinos e israelíes. Ha sufrido cáncer de próstata, del que fue tratado en los Estados Unidos y del cual no le han quedado secuelas.

### Activismo político
A mediados de los años cincuenta, Abás se comenzó a involucrar con actividades políticas clandestinas y se unió a una serie de palestinos exiliados en Catar, donde era director de personal del Ministerio de Educación del emirato. Todavía en Catar, en 1961, Mahmud Abás fue reclutado como miembro de Fatah, que había sido fundada por Yasir Arafat y otros cinco palestinos exiliados en Kuwait a finales de los cincuenta. En aquel momento, Arafat estaba creando las bases de Fatah mediante el reclutamiento de palestinos adinerados que residían en Catar, Kuwait y otros Estados del golfo Pérsico.
Pronto, Mahmud Abás pasó a encargarse de las finanzas de Fatah, alejándose de las actividades guerrilleras y políticas de sus compañeros. Abu Daoud, quien planeó la masacre de Múnich, el secuestro de miembros de la delegación olímpica israelí que terminó con la muerte de once atletas y entrenadores israelíes y un policía alemán, escribió que los fondos para la operación fueron provistos por Abás, aunque este no supo para qué sería usado el dinero. Él fue uno de los primeros miembros de Fatah que promovió el diálogo con israelíes moderados, algo que comenzó a hacer en 1974. Cuando la OLP instaló sus bases en Líbano, Abás se distanció de la línea beligerante de la organización y permaneció en Damasco. En una entrevista en 2012, Abás recordaba: «como habíamos tomado las armas, estábamos en posición de deponerlas con credibilidad». Entró en el Consejo Nacional Palestino en 1968 y fue elegido para la ejecutiva de la OLP en 1980. Tras el asesinato de Abu Yihad por parte de los servicios secretos israelíes, Mahmud Abás pasó a desarrollar sus funciones en los territorios palestinos ocupados por Israel, y en especial tareas de coordinación entre el liderazgo en Túnez, los millones de refugiados en el exilio y la propia población palestina ocupada.
Abás también ha desarrollado labores diplomáticas, tratando siempre de presentar una visión moderada que contrastaba con las políticas revolucionarias de la OLP. Fue jefe del Departamento de Negociaciones de la OLP de 1974 a 2003. En 1984 fue nombrado jefe del Departamento de Relaciones Nacionales e Internacionales de la OLP, puesto con un marcado carácter diplomático. Abás fue el primer alto cargo de la OLP en visitar Arabia Saudí para mejorar las relaciones bilaterales después de la guerra del Golfo de 1993, en la que este último país había apoyado a la alianza de países occidentales mientras que la OLP se decantó por apoyar a Irak. Ya durante la Primera Intifada llevó a cabo conversaciones de paz con los israelíes, y poco después coordinó la diplomacia palestina en la Conferencia de Madrid. En los Acuerdos de Oslo, ratificados el 13 de septiembre de 1993, Abás fue el alto cargo signatario por parte de la OLP y ha sido reconocido como uno de sus mayores artífices. A este respecto publicó unas memorias tituladas Through Secret Channels: The Road to Oslo (1995). Durante las conversaciones que llevaron a estos acuerdos, los servicios secretos israelíes instalaron micrófonos en la oficina de Mahmud Abás, gracias a los cuales descubrieron que su relación con Yasir Arafat era muy mala. Abás, uno de los mayores defensores palestinos de los Acuerdos de Oslo, advirtió al comité central de la OLP en Túnez: «Este acuerdo lleva en sus entrañas bien un Estado independiente, bien la consagración de la ocupación. Todo depende de nuestra mentalidad a la hora de abordarlo. (…) Somos un pueblo cultivado. Como individuos, hemos hecho mucho por todo el mundo. Ahora llega la pregunta: ¿podemos construir las instituciones que permitan reconstruir esta tierra quemada? La mentalidad de la revolución es muy distinta de la mentalidad del Estado. Todos debemos ponernos nuevos trajes y pensar con nuevas mentes si queremos construir este Estado».
Tras los Acuerdos de Oslo, Abás fue nombrado jefe del Departamento de Negociaciones de la OLP. En 1995, firmó junto con el negociador israelí Yossi Beilin el conocido como Acuerdo Beilin-Abu Mazen, que se suponía que iba a servir de marco para un futuro acuerdo de paz palestino-israelí. Otros importantes acuerdos fueron también obra suya, como el Acuerdo Gaza-Jericó (I), que por primera vez en la historia otorgó una autonomía limitada a los palestinos sobre parte de sus tierras, y el Acuerdo interino de Taba, que otorgaba a la OLP el control sobre el resto de núcleos urbanos palestinos y establecía tres zonas de control sobre Cisjordania. En 1996 accedió al puesto de secretario general del Comité Ejecutivo de la OLP.
En septiembre de 2016 se hizo público que Abás podría haber trabajado en su día como agente del KGB en 1985 en Damasco, según un documento desvelado por el Archivo Mitrojin, en el que aparece registrado con el nombre de «Krotov». Fuentes autorizadas palestinas defendieron que, por aquella época, la OLP colaboraba con Moscú y Abás era el hombre de enlace en la fundación de colaboración palestino-soviética.

## Carrera política
A comienzos de 2003, y dado que tanto Israel como los Estados Unidos se negaban a negociar con Yasir Arafat, se comenzó a considerar a Abás como el tipo de líder que estos dos países favorecían. Como uno de los pocos miembros fundadores de Fatah que quedaban, Abás tenía todavía credibilidad para los defensores de la causa palestina y su candidatura se vio favorecida por el hecho de que importantes personalidades palestinas dejaran de ser candidatos viables (por ejemplo, Marwan Barghouti, uno de los líderes palestinos más carismáticos, estaba preso en una cárcel israelí después de haber sido condenado por un juez israelí bajo la acusación de ser responsable de múltiples asesinatos). La reputación de hombre pragmático que tenía Abás le otorgó el favor de las potencias occidentales y de algunos miembros del Parlamento palestino. El 19 de marzo de 2003, en un contexto de gran presión internacional, Arafat nombró a Abás como primer ministro de la Autoridad Nacional Palestina. Según Gilbert Achcar, fueron los Estados Unidos quienes impusieron a Abás sobre Arafat, el líder palestino elegido democráticamente, aunque la mayoría de los palestinos pensaba que Abás era un colaborador con la ocupación israelí.
Tuvo lugar entonces una lucha de poder entre Arafat y Abás, cuyo mandato como primer ministro se caracterizó por numerosos conflictos con aquel por la distribución del poder. Los Estados Unidos e Israel acusaron a Arafat de menoscabar a Abás y su gobierno. Abás insinuó que dimitiría si no obtenía más control sobre la administración. A comienzos de septiembre de 2003 se enfrentó con el parlamento palestino por este motivo. 

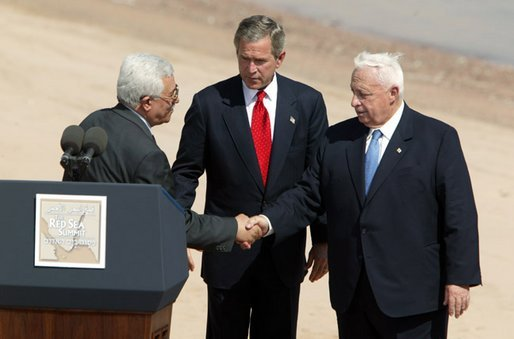
Mahmoud Abbas, junto con George W. Bush (en el centro) y Ariel Sharón (a la derecha), en la cumbre de Áqaba en 2003.

Abás también entró en conflicto con las distintas milicias palestinas, y en especial con Hamás y con la Yihad Islámica Palestina, debido a que los defensores de una línea dura se oponían a sus políticas pragmáticas. Aunque en un principio se comprometió a no usar la fuerza contra los milicianos palestinos para evitar una guerra civil, y aunque sus intentos de negociación tuvieron un éxito parcial cuando ambos bandos prometieron respetar un alto el fuego unilateral palestino, la violencia continua y los asesinatos selectivos israelíes de conocidos líderes palestinos obligaron a Abás a llevar a cabo una redada para mantener los compromisos palestinos de la Hoja de Ruta para la Paz. Esto volvió a conducir a una lucha de poder con Arafat por el control de los servicios de seguridad palestinos. Arafat se negó a cederle el control a Abás, lo que impidió que este último los usase contra los milicianos palestinos. Abás dimitió como primer ministro en septiembre del año 2003 alegando falta de apoyo por parte de Israel y de los Estados Unidos, así como «provocaciones internas» contra su gobierno.

### Elección presidencial de 2005
Abás fue considerado como el sucesor natural de Yaser Arafat tras la muerte de este último en 2005, al menos por los miembros de Fatah. El 25 de noviembre de 2004, el Consejo Revolucionario de Fatah nombró a Abás su candidato en las elecciones presidenciales que estaban previstas para del 9 de enero de 2005. El 14 de diciembre, Abás hizo un llamamiento para que cesase la violencia relacionada con la Segunda Intifada y para que se retornase a una resistencia pacífica. Abás comentó al diario Asharq Al-Awsat: «el uso de armas ha sido dañino y debería terminar». Sin embargo, se negó o no fue capaz de desarmar a las distintas milicias palestinas y a usar la fuerza contra los grupos que el gobierno israelí calificaba de organizaciones terroristas.
La victoria de Abás estaba prácticamente asegurada de antemano gracias a los arrestos y la restricción de movimientos que las fuerzas israelíes ejercieron sobre el resto de candidatos, al boicot de Hamás a las elecciones y al hecho de que la campaña electoral de Abás recibió el 94 % de la cobertura televisiva. El 9 de enero de 2005, Mahmud Abás fue elegido presidente de la Autoridad Nacional Palestina con el 62 % de los votos.

### Presidente de la Autoridad Nacional Palestina
A pesar de que Abás había llamado a una resolución pacífica del conflicto, los ataques de milicianos palestinos y del ejército israelí continuaron después de su elección, lo que supuso un desafío directo a su autoridad. El 4 de enero, un tanque israelí disparó contra un campo de fresas en el que varias familias palestinas trabajaban, matando a siete niños cerca de Beit Lahia. Abás denunció este ataque como una «sangrienta masacre» y pidió la intervención internacional. El 12 de enero de 2005, la Yihad Islámica Palestina llevó a cabo un ataque en Gaza que mató a un soldado israelí e hirió a otros tres. Al día siguiente, 13 de enero, un tanque israelí mató a dos palestinos en el campamento de Bureij, uno de ellos un niño de 9 años. Ese mismo día, un ataque coordinado de las Brigadas de los Mártires de Al-Aqsa, Hamás y los Comités de Resistencia Popular mató a seis israelíes en el paso de Karni. Tras este ataque, Israel cerró este paso fronterizo gazatí y rompió relaciones con Abás y con la Autoridad Nacional Palestina, declarando que Abás debía entonces mostrar una muestra de su voluntad de paz tratando de detener los ataques. El 15 de enero, Abás juró el cargo de presidente de la Autoridad Nacional Palestina en una ceremonia celebrada en Ramala, en sustitución de Rawhi Fattouh, que se encontraba en el cargo de manera interina tras el fallecimiento de Yasir Arafat. En su discurso de investidura, Abás declaró ante una multitud que entonaba gritos de «un millón de shahids (mártires)»: «Dedico esta victoria al alma de Yasir Arafat y la dedico a nuestro pueblo, a nuestros mártires y a los 11 000 prisioneros». También volvió a pedir a los distintos grupos palestinos que cesasen en el uso de las armas contra objetivos israelíes, aunque calificó la Segunda Intifada de movimiento legítimo.
El 8 de febrero de 2005, Abbas y el primer ministro israelí Ariel Sharón se reunieron en la Cumbre de Sharm el-Sheikh (la cumbre palestino-israelí a más alto nivel desde el inicio del levantamiento palestino) y declararon el final de la Segunda Intifada, reafirmando su compromiso con la Hoja de Ruta para la Paz. Sharon también se comprometió a la liberación de 900 presos palestinos de los 7500 que Israel mantenía en sus cárceles en ese momento, así como la retirada del ejército israelí de las principales ciudades palestinas de Cisjordania de acuerdo con los compromisos adquiridos en Oslo.
El 9 de agosto de ese mismo año, presionado por un George W. Bush comprometido con promover la democracia en Oriente Próximo tras el caos posterior a la invasión estadounidense de Irak, Abás anunció que las elecciones parlamentarias que originalmente habrían tenido que ser convocadas para el 15 de julio tendrían lugar finalmente en enero de 2006. El 20 de agosto concretó la fecha de estas elecciones: las primeras elecciones desde 1996 se celebrarían el 25 de enero. Se realizaron cambios en el sistema electoral para favorecer a las candidaturas de Fatah, el partido de Abás. Hamás, aunque mostró su oposición a estos cambios, decidió finalmente presentarse a las elecciones centrando su discurso en la corrupción, el nepotismo, el caos y los sobornos característicos de los últimos años de gobierno de Fatah. El 15 de enero de 2006, Abás declaró que no cambiaría la fecha de las elecciones a pesar de los disturbios que estaban teniendo lugar en la Franja de Gaza, siempre y cuando Israel permitiese a los palestinos de Jerusalén Este votar en dichas elecciones. Las grandes potencias occidentales esperaban que una victoria amplia de Fatah y Abás fortaleciesen y legitimasen a este último para retomar el proceso de paz con Israel. Las elecciones se celebraron en la fecha prevista y resultaron en una abrumadora victoria de Hamás. Los palestinos rápidamente compararon a Abás con Chadli Bendjedid, el presidente argelino que convocó elecciones en 1991 esperando ganarlas fácilmente, las perdió ante partidos islamistas y fue depuesto por un golpe de Estado militar que dio comienzo a la sangrienta guerra civil argelina.

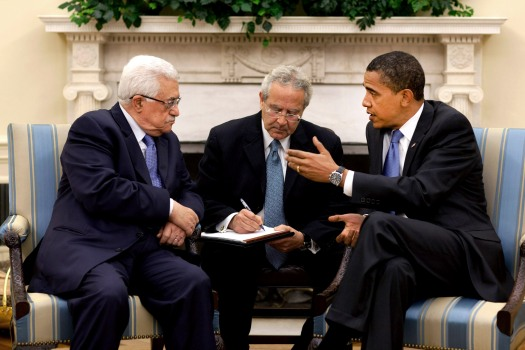
Mahmoud Abbas con Barack Obama en la Casa Blanca (2009).

El 16 de enero de 2006, cuando ya se veía venir la debacle electoral de Fatah y un posible gobierno de Hamás en solitario, Abás anunció que no se presentaría a la reelección una vez terminase su mandato. Sin embargo, pese al claro resultado de las elecciones, las potencias occidentales se opusieron a un gobierno de Hamás en solitario y comenzaron a imponer sanciones y boicots a los palestinos, lo que derivó en conflictos políticos y militares entre Hamás y Fatah, en la división del país en dos regiones separadas y aisladas (la Franja de Gaza y Cisjordania-Jerusalén Este) y en la imposibilidad de realizar nuevas elecciones. En palabras del historiador inglés Ian Black, «la palabra boicot se convirtió en un símbolo de la hipocresía de los gobiernos occidentales, que llamaban a la democracia (aunque apoyaban a su dictadores árabes favoritos y les vendían armas sofisticadas) pero ignoraban sus resultados». Mahmud Abás advirtió a la organización Hamás el 8 de octubre de 2006 que convocaría nuevas elecciones legislativas si Hamás no aceptaba un gobierno de coalición que reconociese a Israel. Abbas permaneció como presidente después de que expirase su mandato el 15 de enero de 2009, primero anunciando que prolongaría su estancia en el cargo un año más, haciendo su propia interpretación de la Ley Básica y de la Ley Electoral para poder hacer coincidir las siguientes elecciones presidenciales y parlamentarias. Hamás señaló la Constitución de Palestina para denunciar la invalidez de esta medida, declarando que el mandato de Abás había expirado y que, por lo tanto, el portavoz del Consejo Legislativo Palestino, Aziz Dweik, era el presidente palestino en funciones.
El 16 de diciembre de 2009, la cúpula del Consejo Central Palestino anunció la extensión indefinida del mandato de Mahmud Abás como presidente. Desde entonces, Abás continuó ejerciendo como presidente palestino en Cisjordania y Jerusalén Este hasta que, en abril de 2014, Hamás retiró sus objeciones con el fin de lograr la unidad de la causa palestina mediante la creación de un gobierno de unidad con Fatah.

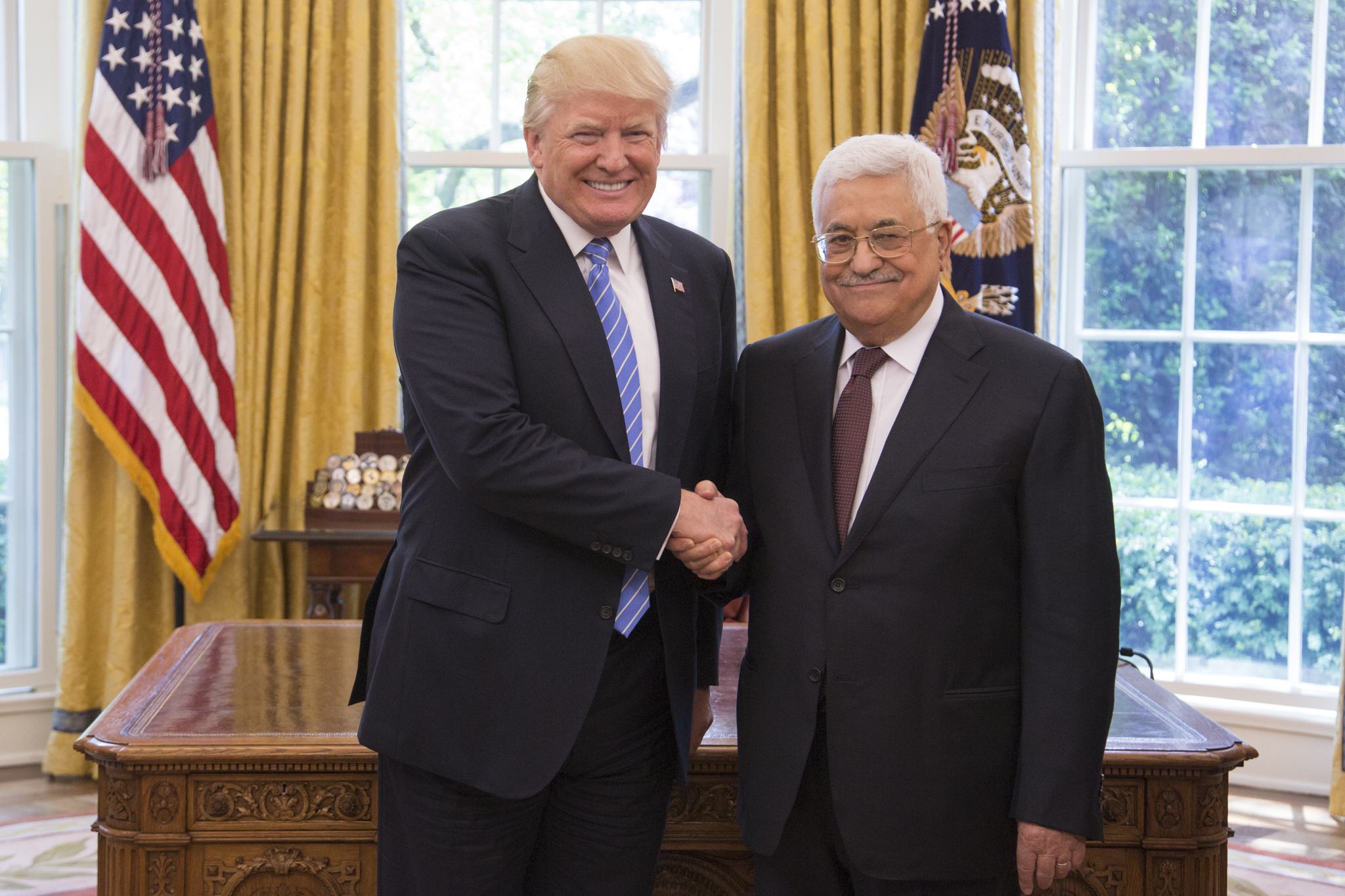
Mahmud Abás con Donald Trump en el Despacho Oval de la Casa Blanca (2017).

En mayo de 2011 firmó un acuerdo de pacificación con las 11 facciones palestinas, entre las que se encontraban Fatah y Hamás, con el que ponía fin al largo período de enfrentamientos fratricidas. Según dicho acuerdo, se instauraría un gobierno provisional y se convocarían elecciones en menos de un año. Pero las últimas elecciones fueron en 2006.  Mahmud Abás se comprometió varias veces entre 2006 y 2020 en llamar a elecciones pero no lo hizo.

### Como presidente del Estado de Palestina
En enero del año 2013, la Autoridad Nacional Palestina pasa a denominarse Estado de Palestina, habiendo sido meses atrás, en noviembre de 2012, aceptado como miembro observador de la ONU. A esta fecha todavía no se habían realizado elecciones presidenciales en el país, y persistía una difícil situación política con el conflicto entre Hamás y Fatah. El 2 de junio de 2014, encargó al primer ministro Rami Hamdallah la formación de un gobierno de unidad tras los acuerdos adoptados entre las dos facciones políticas, teniendo ambos que hacer frente a duros retos como la consecución de la paz con Israel y el fin de la ocupación, las reclamaciones posteriores al hipotético acuerdo de paz, la realización de elecciones presidenciales y legislativas y la consolidación de un Estado fuerte y sólido. En agosto de 2015, Mahmud Abás presentó su dimisión como líder del Comité Ejecutivo de la Organización para la Liberación de Palestina (OLP) y convocó elecciones internas.

## Relaciones con Israel
En febrero de 2005, Abás se reunió con Ariel Sharón en la ciudad turística de Sharm el-Sheij, en la península del Sinaí, donde ambos acordaron el final de los enfrentamientos que habían caracterizado la Segunda Intifada. La prensa israelí informó de que Sharón «confiaba en Abás» y de que tenía «una sólida relación personal» con este. El 23 de enero de 2006, la radio israelí informó de que Abás había logrado el compromiso de un alto el fuego por parte de Hamás y la Yihad Islámica Palestina. El 12 de febrero, lobos solitarios palestinos atacaron asentamientos israelíes y Abás despidió a algunos miembros de las fuerzas de seguridad palestinas por no detener los ataques durante el alto el fuego.
El 9 de abril, Abás declaró que el asesinato de tres adolescentes palestinos en Rafah (al sur de Gaza) a manos de soldados israelíes era una deliberada violación del acuerdo de alto el fuego. «Fue a propósito», afirmó Abás en una declaración escrita enviada a los reporteros occidentales asentados en la ciudad cisjordana de Ramala. Las autoridades israelíes afirmaron que creían que los chicos estaban introduciendo armas de contrabando en la Franja, mientras que testigos palestinos declararon que las víctimas, que estaban jugando a fútbol, se acercaron a la valla fronteriza para recoger el balón.
El 25 de julio de 2006, Abás anunció que trasladaría su oficina a Gaza hasta que se completase la retirada de tropas israelíes, con el fin de poder coordinar el proceso desde el lado palestino y de mediar entre las distintas facciones.
El exministro israelí Efraim Sneh ha calificado a Abás como el más «valiente socio que hemos tenido». Escribió esto el 19 de abril de 2006, con Ehud Ólmert ya como primer ministro electo de Israel (aunque todavía no había jurado el cargo). Sneh se reunió con Abás tras las elecciones, y este le pidió que se renovasen las negociaciones inmediatamente y que se le proporcionase un contacto israelí nombrado por el primer ministro. Sneh informó al momento de lo más importante de su reunión a la oficina del primer ministro, pero le respondieron que el primer ministro no estaba interesado en ese asunto. Aun así, Sneh alega que, en la Conferencia de Annapolis de finales de 2007 y en posteriores contactos desarrollados en septiembre de 2008, Abás y Ólmert llegaron a entendimientos que habrían de llevar a un acuerdo real.
George W. Bush anunció la cumbre de Annapolis en julio de 2007, en la que se reunirían el presidente palestino, Mahmud Abás, y el primer ministro israelí, Ehud Ólmert. Poco antes, Abás y Ólmert habían tenido múltiples reuniones en Jerusalén sin apenas avances. En la víspera del inicio de la conferencia, Ólmert anunció que congelaría la construcción de nuevos asentamientos como gesto de buena voluntad, aunque continuó expandiendo docenas de asentamientos ya existentes en Cisjordania. Aunque la Conferencia de Annapolis terminó sin acuerdos concretos, abrió la posibilidad de nuevas conversaciones entre Abás y Ólmert.

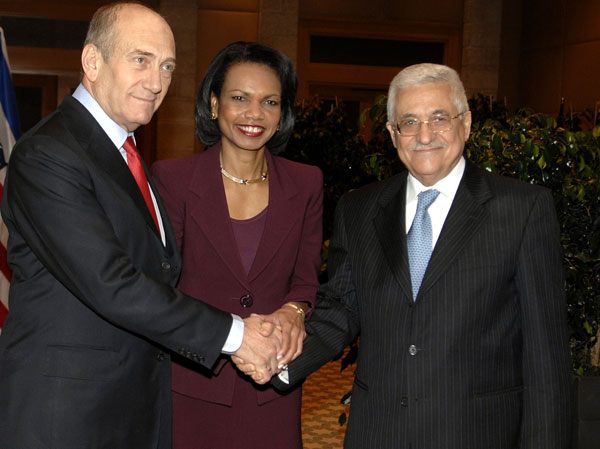
De izquierda a derecha, Ehud Ólmert, Condoleezza Rice y Mahmud Abás (2007)

Sin embargo, las conversaciones de paz comenzaron con malas perspectivas cuando Israel anunció que planeaba expandir el asentamiento de Har Homa, que acabaría de rodear Jerusalén Este y lo aislaría de Belén y el resto de Cisjordania. Ólmert entró en la ronda de negociaciones respaldado por el Cuarteto de Oriente Próximo, lo que hizo que su posición se endureciese y exigiese el fin de la violencia, el reconocimiento de Israel y el seguimiento de los Acuerdos de Oslo, aunque su política de construcción de asentamientos iba claramente en contra de estos acuerdos. Mientras los negociadores oficiales (Tzipi Livni por Israel y Ahmed Qurei por Palestina) proseguían con las rondas de diálogo, Ólmert y Abás se reunieron en secreto docenas de veces con Condoleezza Rice como intermediaria. El 2 de marzo de 2008, Abás declaró que suspendía las conversaciones de paz con Israel, mientras que el primer ministro israelí Ehud Ólmert prometió aumentar la presión militar contra los milicianos palestinos que habían comenzado a lanzar cohetes artesanales hacia el sur de Israel. El 20 de mayo de este mismo año, Abás anunció que dimitiría de su cargo si la ronda de negociaciones que se estaba llevando a cabo no desembocaba en un acuerdo de principios «en seis meses». Hizo esta declaración porque, en su opinión, las negociaciones estaban en un punto muerto: «Hasta ahora, no hemos alcanzado un acuerdo en ningún punto. Cualquier noticia que indique lo contrario es simplemente mentira». Finalmente, las negociaciones no llegaron a alcanzar un acuerdo.
Abás ha confirmado que rechazó una oferta israelí que habría de crear un Estado de Palestina en cerca del 95 % de Cisjordania, pero sin incluir Jerusalén Este ni la Franja de Gaza. En septiembre de 2008, Ólmert le presentó un mapa que delineaba las fronteras del futuro Estado palestino, según el cual Israel se anexionaría el 6,3 % de Cisjordania y compensaría a Palestina con una porción de terreno equivalente al 5,8 % de la propia Cisjordania que actualmente pertenece al Estado de Israel. Abbas pidió llevarse el mapa para consultarlo con sus asesores, pero Ólmert se negó para evitar que este mapa se convirtiese en punto de partida de futuras negociaciones. Abás se mostró inseguro e incapaz de tomar una decisión, tras lo que pospuso su firma para una reunión al día siguiente que sería igualmente postergada. Según otras versiones, Abás rechazó esta proposición de plano, pidiendo que las fronteras de Palestina se fijaran en la Línea Verde, la frontera israelí reconocida internacionalmente. Abás declaró que Ólmert no le había mostrado un mapa de su propuesta y que, por lo tanto, no podía firmar nada sin ver lo que se le proponía. Abás también admitió que no era un experto en mapas y recordó las investigaciones por corrupción que pesaban sobre Ólmert, y que posteriormente llevarían a su encarcelamiento. En octubre de 2011, Abás reveló que había hecho una contraoferta por la que los palestinos aceptarían que Israel se anexionase el 1,9 % de Cisjordania. El enviado especial de Estados Unidos a Oriente Próximo, George J. Mitchell, admitió que Abás tenía buenos motivos para rechazar la oferta de Ólmert tal y como había sido propuesta: «la vaguedad que resultaba necesaria para Ólmert supondría un lastre para Abás».

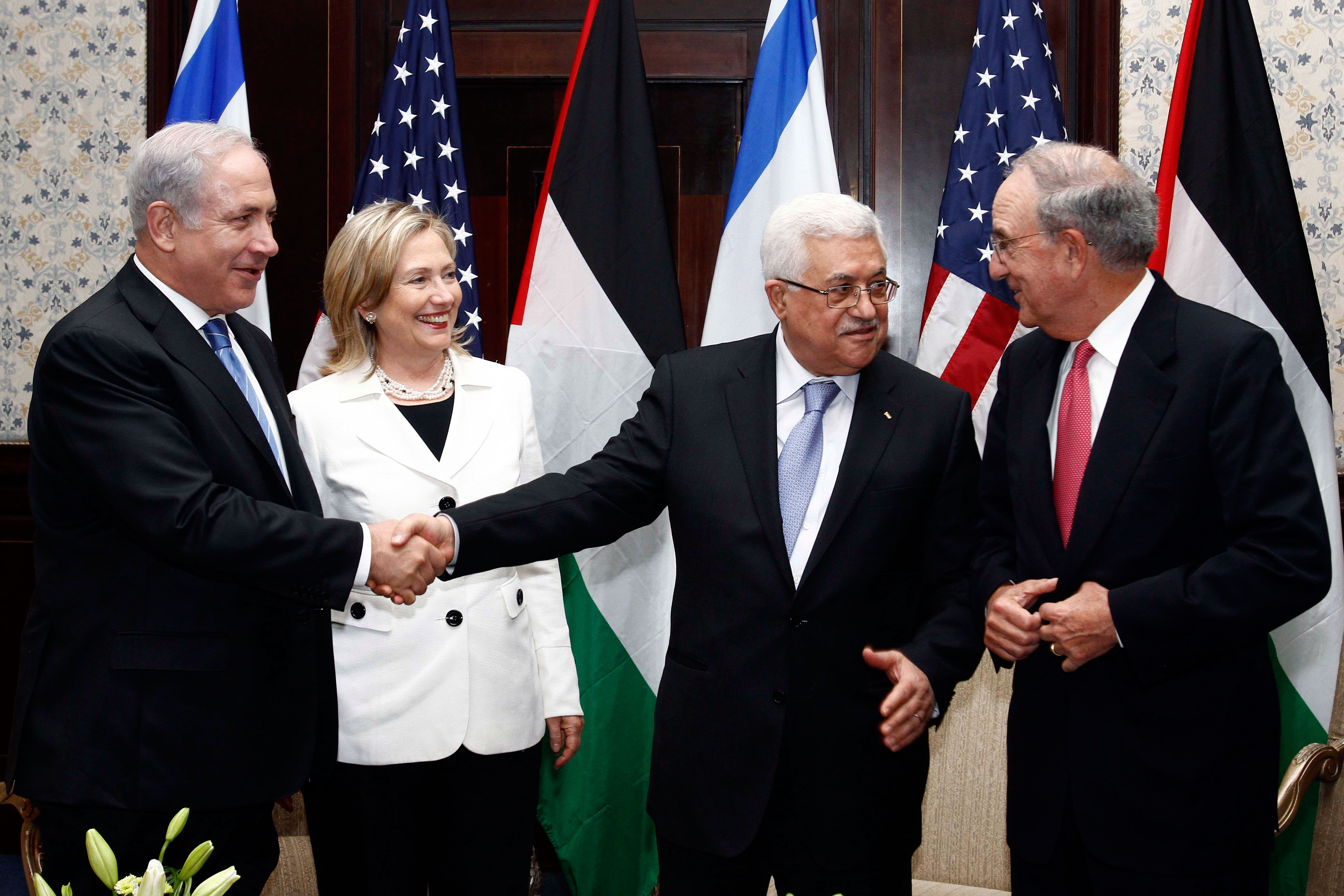
Mahmud Abás estrecha la mano de Benjamín Netanyahu, acompañados de Hillary Clinton y George J. Mitchell (2010)

Ehud Ólmert fue sucedido por Benjamín Netanyahu como primer ministro israelí tras las elecciones de febrero de 2009. Netanyahu añadió una nueva demanda en las negociaciones con los palestinos que no había estado presente en los acuerdos de paz con Egipto o Jordania: el reconocimiento de Israel como un Estado judío. Abás respondió a esta demanda reiterando que la OLP reconoce a Israel como un Estado soberano, y que Israel es libre de autodefinirse como le apetezca.
En 2012 la popularidad de Abás entre los palestinos osciló súbitamente, comenzando en un punto álgido gracias al inicio de la campaña diplomática para el reconocimiento de Palestina como Estado de las Naciones Unidas, pero hundiéndose súbitamente cuando declaró a una televisión israelí que creía tener derecho a visitar su ciudad natal, Safed (en Israel), aunque no a quedarse a vivir en ella. Numerosos palestinos interpretaron estas palabras como una renuncia final al derecho de retorno de los refugiados palestinos, lo que generó airadas críticas contra Abás. A final de año, sin embargo, la ONU finalmente reconoció a Palestina como Estado observador no miembro, mejorando notoriamente la imagen de Abás entre los palestinos.
Según un informe de International Crisis Group, la mayoría de funcionarios israelíes «no lo ven (a Abás) como un socio para la paz pero lo consideran inofensivo, contrario a la violencia y un valor estratégico».
El 23 de junio de 2016, Abás habló frente al Parlamento Europeo y repitió una noticia falsa según la cual rabinos israelíes estaban pidiendo que se envenenasen los pozos de los palestinos. Abás se retractó de su afirmación al día siguiente, reconoció que la acusación no era cierta y declaró que «no intentaba causar daño alguno al judaísmo ni ofender a los judíos de todo el mundo». El primer ministro israelí Benjamín Netanyahu acusó a Abás de difundir un libelo de sangre.

## Relaciones con Hamás
Como líder de Fatah, el partido rival de Hamás, las relaciones de Mahmud Abás con el grupo islamista han sido generalmente tensas. El 25 de mayo de 2006, poco más de tres meses después de la victoria electoral de Hamás en las elecciones legislativas de 2006, Abás dio a Hamás un ultimátum de diez días para que aceptase la Línea Verde como frontera del Estado de Palestina.
El 2 de junio de este mismo año, Abás volvió a anunciar que si Hamás no aprobaba en dos días el Documento de los Prisioneros, que llamaba al establecimiento de un Estado de Palestina independiente con capital en Jerusalén Este, con la Línea Verde como frontera internacional y contando con el respeto por el derecho de retorno de los refugiados palestinos, llevaría este documento a un referéndum nacional. Hamás obvió el ultimátum, que Abás volvió a plantear hasta el 10 de junio. El portavoz de Hamás declaró que su partido no cambiaría de postura y que Abás no estaba constitucionalmente capacitado para convocar un referéndum, sobre todo después de la victoria electoral de Hamás en enero de ese año. Finalmente, un comité de negociación aprobó un documento parecido al de los prisioneros y el referéndum quedó finalmente cancelado. 
El 16 de diciembre de 2006, Abás convocó unas nuevas elecciones legislativas para salir del estancamiento en el que se encontraban las negociaciones de Fatah y Hamás para la creación de un gobierno de unidad nacional. Finalmente, el 17 de marzo de 2007 se formalizó este gobierno de unidad nacional con miembros tanto de Hamás como de Fatah, con Ismail Haniya como primer ministro y con políticos independientes en muchas de las carteras clave.
En febrero de 2007, una serie de encuentros entre Hamás y Fatah en La Meca consiguió cerrar un nuevo gobierno de unidad palestino. Sin embargo, tanto Israel como los EE. UU., ambos opuestos a la reconciliación palestina, condenaron este movimiento. Presionado por los Estados Unidos, Abás intentó sin éxito reforzar la presencia armada de Fatah en la Franja de Gaza, llegando a pedir ayuda a Israel para imponerse sobre Hamás. Entre el 10 y el 15 de junio de 2007 tuvo lugar la llamada batalla de Gaza, en la que las milicias de Hamás consiguieron tomar el control de toda la Franja y expulsaron a los funcionarios y milicianos de Fatah de este territorio. Hamás presentó su ataque como una acción preventiva para evitar un golpe de Estado que se estaba fraguando bajo el liderazgo de Mohamed Dahlan y el apoyo de los Estados Unidos e Israel.

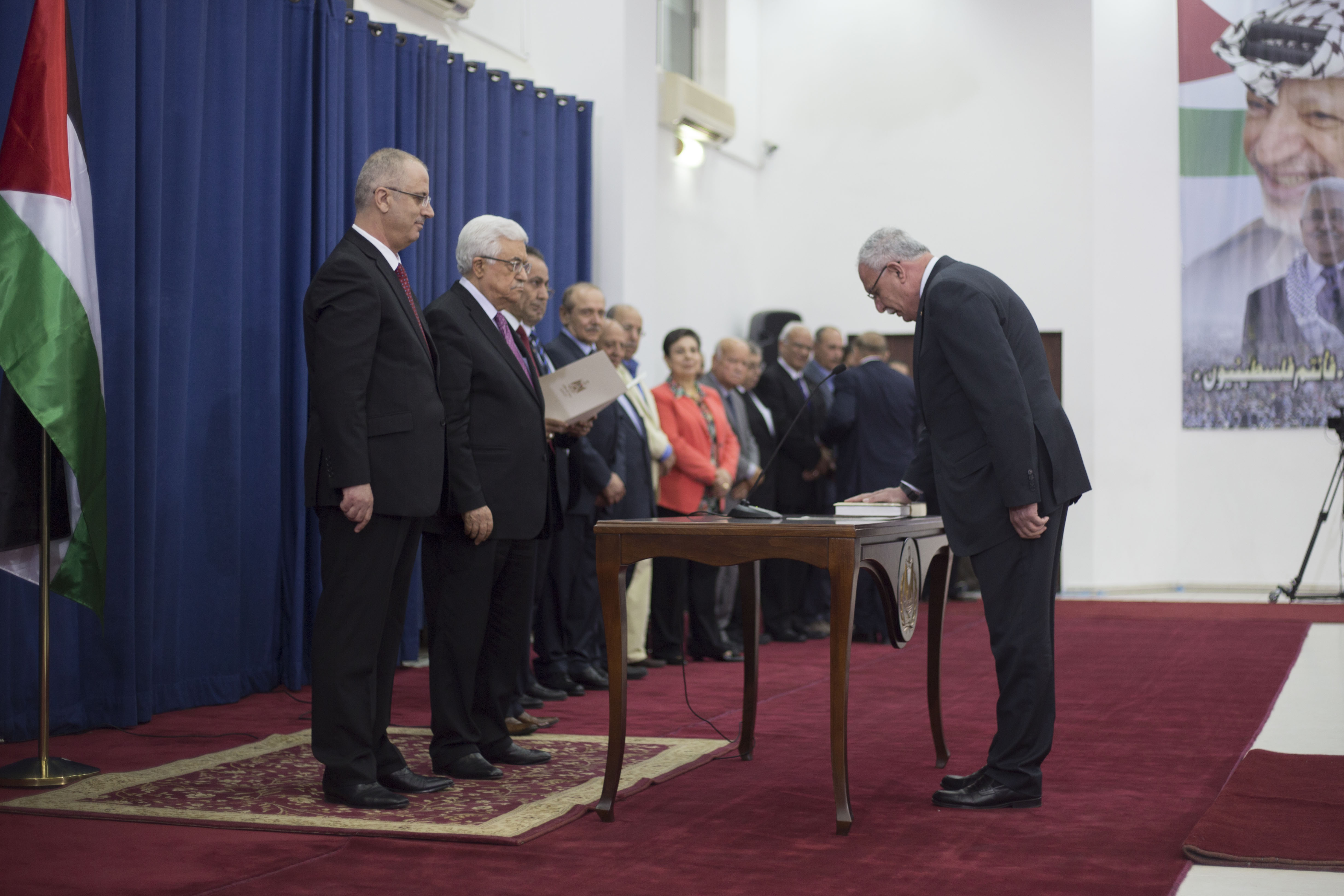
Jura de Riyad al-Maliki como ministro de Exteriores en el nuevo gobierno de unidad creado en 2014.

El 14 de junio de 2007, tras la toma de control por parte de Hamás de múltiples puestos controlados por Fatah, Abás disolvió el gobierno de unidad nacional liderado por el partido islamista, declaró el estado de emergencia y nombró a Salam Fayyad como nuevo primer ministro palestino. Este nombramiento se ha considerado ilegal porque, según la Ley Básica Palestina, el presidente puede despedir a un primer ministro, pero no puede nombrar a su sustituto sin la aprobación del Consejo Legislativo Palestino. De hecho, según esta ley, hasta que un nuevo primer ministro sea nombrado por este órgano, el primer ministro saliente encabezará un gobierno transitorio. El nombramiento de Fayyad nunca fue siquiera propuesto al Consejo Legislativo Palestino. Por este motivo, Ismail Haniya ha seguido actuando como primer ministro palestino en la Franja de Gaza y un gran número de palestinos lo consideran como su legítimo primer ministro. Anis al-Qasem, un abogado constitucionalista que colaboró en la redacción de la Ley Básica Palestina, se encuentra entre los que han declarado ilegal el nombramiento de Fayyad.
El 18 de junio de 2007, la Unión Europea prometió volver a enviar a la Autoridad Nacional Palestina su ayuda humanitaria, que se había visto congelada poco después de la elección de Hamás en las elecciones de enero de 2006, y declaró a Abás «legítimo presidente de todos los palestinos». Ese mismo día, los Estados Unidos decidieron dar por terminado su embargo a la Autoridad Nacional Palestina —que había durado quince meses— y volver a enviar ayuda humanitaria, tratando de esta manera de fortalecer el gobierno de Abás en Cisjordania. Al día siguiente, el Comité Central de Fatah cortó toda relación y diálogo con Hamás a la espera de que este partido político dejase el poder en la Franja de Gaza.
En mayo de 2011, Fatah y Hamás volvieron a anunciar la constitución de un nuevo gobierno de unidad, aunque las negociaciones posteriores se estancaron rápidamente en torno a diversos asuntos, como quién sería el primer ministro (Hamás mantenía que Ismail Haniya era el legítimo primer ministro elegido en las últimas elecciones libres, mientras que Fatah mantenía a su candidato Salam Fayyad), la exigencia de Hamás de terminar la colaboración con Israel en materia de seguridad o el pago del salario de los miles de funcionarios de Hamás en la Franja de Gaza.
Nuevos intentos de reconciliación tuvieron lugar en 2014, cuando se acordó un gobierno de tecnócratas encabezado por el académico Rami Hamdallah y sin un solo miembro de Hamás. Sin embargo, el primer ministro israelí Benjamín Netanyahu suspendió las conversaciones con Abás y congeló el pago de 100 millones de dólares que Israel debía transferir a la Autoridad Nacional Palestina en concepto de impuestos recaudados.
Abás ha descrito en privado la situación de los dos millones de palestinos que viven en la Franja de Gaza como «moscas en una botella» (en alusión al bloqueo israelí de la Franja), y se ha mostrado partidario de mantener esta situación.

## Relación con líderes extranjeros

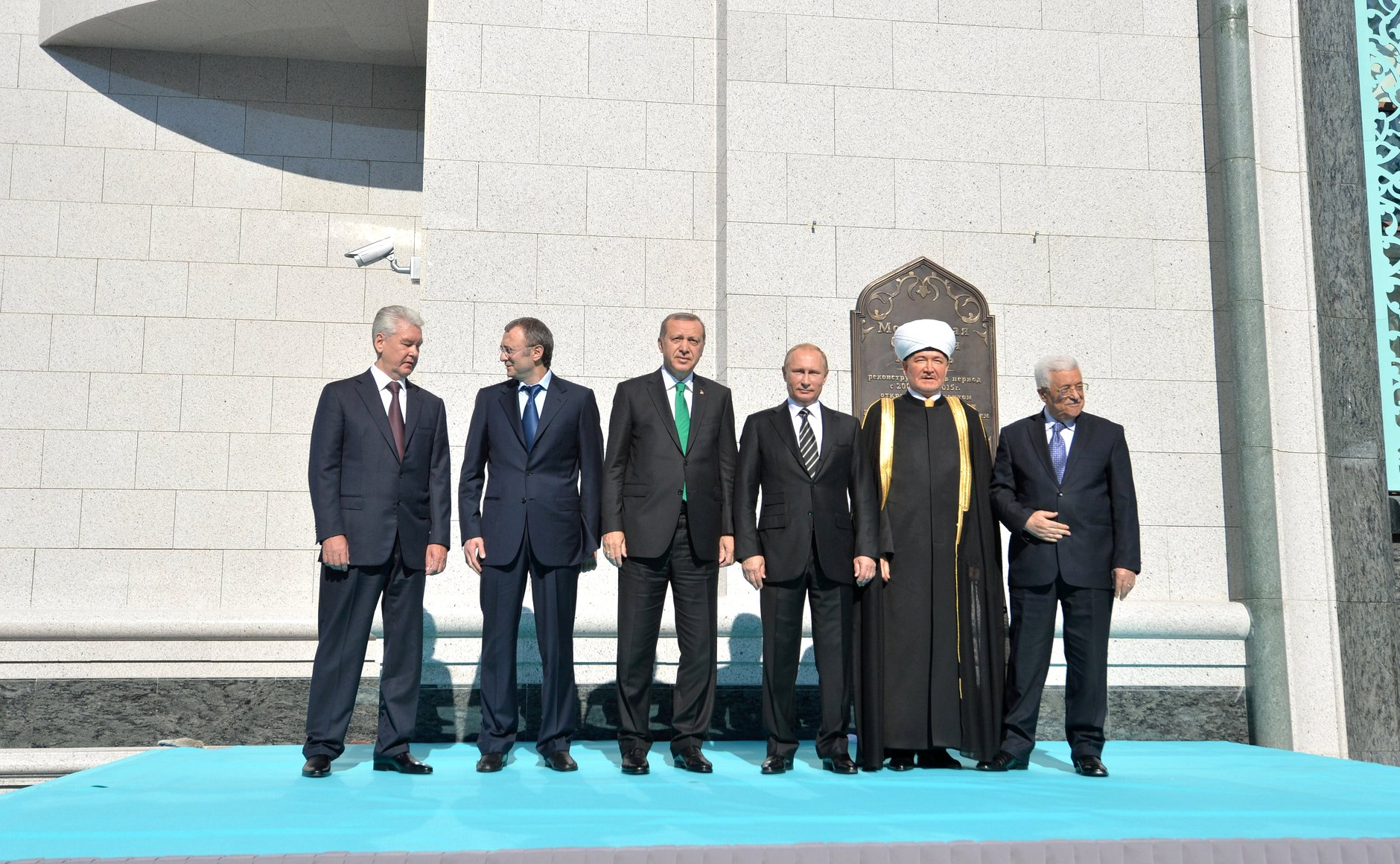
Mahmud Abás con Vladímir Putin y Recep Tayyip Erdoğan en la inauguración de la Gran Mezquita de Moscú (2015).

En mayo de 2009, Abás recibió al papa Benedicto XVI en Cisjordania, quien dio su apoyo a la creación de un futuro Estado de Palestina. Ese mismo mes, Abás viajó a Canadá, donde se reunió con el ministro de asuntos exteriores Lawrence Cannon y el primer ministro Stephen Harper. Más tarde visitó Venezuela y se reunió con Hugo Chávez.
En febrero de 2010, Abás realizó su tercera visita oficial a Japón, donde se reunió con el primer ministro Yukio Hatoyama. También realizó la primera visita de un líder palestino a Hiroshima, y habló sobre el sufrimiento del pueblo japonés en esta ciudad comparándolo con el sufrimiento del pueblo palestino.
En julio de 2012, Abás acusó a la ex secretaria de Estado de los Estados Unidos Condoleezza Rice de haberse inventado una conversación entre ambos. El extracto que negó haber pronunciado decía «no puedo decirle a cuatro millones de palestinos que solo cinco mil podrán volver a casa» en alusión al problema de los refugiados palestinos. Abás comentó que «no la estoy llamando mentirosa… estoy diciendo que nunca tuvimos esa conversación». Rice negó haberse inventado la historia, mientras que su jefa de gabinete, Georgia Godfrey, escribió «la Dra. Rice se ciñe a su versión de la conversación y a lo que escribió en su libro».
En 2017, año en el que Israel conmemoró el centenario de la Declaración Balfour, Abás exigió al Reino Unido que se disculpase por este «infame» documento, uno de los orígenes del conflicto árabe-israelí.

## Controversias

### Acusaciones de corrupción
A lo largo de los años se han sucedido numerosas acusaciones de corrupción –y en concreto de malversación de caudales públicos contra diversos miembros de la Autoridad Nacional Palestina, incluido Mahmud Abás. Poco después de la firma de los Acuerdos de Oslo, de los que Mahmud Abás había sido un negociador clave, a muchos les resultaba sorprendente descubrir que la más ostentosa de todas las mansiones recién construidas en Gaza pertenecía a Abás. En los muros de la casa, de más de dos millones de dólares, alguien escribió «esta es tu recompensa por vender Palestina».
El mentor de Abás y su predecesor en el cargo, Yasir Arafat, fue acusado en su día de malversar miles de millones de dólares del presupuesto palestino. Esta percepción pública de la corrupción de Fatah fue uno de los factores que, según los analistas, contribuyeron a la decisiva victoria electoral de Hamás en las elecciones parlamentarias de enero de 2006. Los líderes de Fatah fueron acusados de desviar fondos de sus presupuestos ministeriales y repartir puestos de trabajo para crear redes clientelares, así como de aceptar favores y regalos de proveedores y contratistas.
La fuente de las acusaciones contra Abás fue uno de sus hombres de confianza, Mohamed Rashid, acusado por la Autoridad Nacional Palestina de malversar cientos de millones de dólares, y quien a su vez amenazó con destapar escándalos de corrupción de la propia ANP. Durante muchos años, Rashid trabajó como consejero financiero de Arafat y tuvo carta blanca para manejar cientos de millones de dólares que llegaban a la Autoridad Nacional Palestina de donantes estadounidenses, europeos y árabes. Según Rashid, la fortuna de Abás es de alrededor de 100 millones de dólares.
La evidente riqueza de los hijos de Mahmud Abás -Yasir y Tarek- ha llamado la atención en la sociedad palestina desde al menos 2009, cuando Reuters publicó por primera vez una serie de artículos que los relacionaba con diversos acuerdos y negocios, incluidos unos cuantos con el apoyo del contribuyente estadounidense. En un artículo de Foreign Policy, Jonathan Schanzer sugirió cuatro posibles explicaciones de la riqueza de la familia Abás: monopolios en la venta en Palestina de tabaco fabricado en los Estados Unidos; fondos de USAID; proyectos de obra pública, tales como la construcción de carreteras o escuelas, a nombre de la Autoridad Nacional Palestina; y trato preferencial por parte de las empresas minoristas. Se sugería que existía una alta posibilidad de que los familiares de los hijos de Abás fueran los principales beneficiarios a la hora de recibir estos contratos. 
En el contexto del escándalo de los Papeles de Panamá se supo que uno de los hijos de Abás, Tarek, tenía un millón de dólares en acciones de una compañía offshore relacionada con la Autoridad Nacional Palestina.

### Negación del Holocausto
En 1982 su tesis doctoral fue La conexión secreta entre los nazis y los líderes del movimiento sionista. En su libro de 1983 El otro lado: la relación secreta entre el nazismo y el sionismo, Abás negó que seis millones de judíos hubieran muerto en el Holocausto, diciendo que es un «mito» y una «fantástica mentira». Años después, Abás aclaró que en sus obras no negaba el Holocausto, que calificó como «el crimen más horrendo de la historia moderna», sino que disputaba el número de víctimas (según Abás, habrían sido a lo más unos 890 000 muertos). Sin embargo, reconoció que sus escritos tenían una motivación política, dado que habían sido redactados en tiempos de guerra contra Israel, y que en otras circunstancias nunca hubiese publicado algo semejante.

### Justificación del Holocausto
En septiembre de 2023 justificó el Holocausto al afirmar que Adolf Hitler y los nazis quisieron exterminar a los judíos porque se relacionaban con la usura y el dinero, y porque estaban «implicados en sabotajes» durante la Primera Guerra Mundial.